# Beni Mestara
Beni Mestara o también Beni Mesara (del árabe بني مستارة), es el nombre de una tribu del norte de Marruecos, pertenece a las tribus que forman la llamada región de Yebala en la cordillera montañosa del Rif occidental. El nombre también indica la zona o región donde se asienta la tribu.

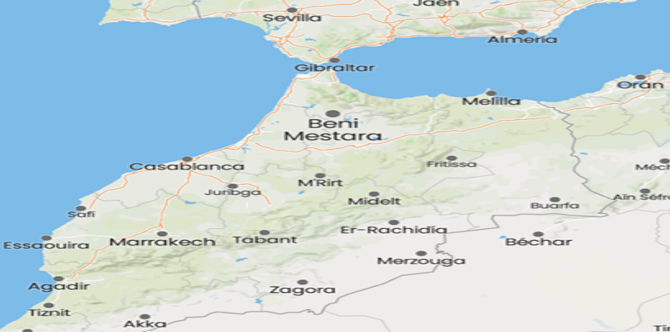
Mapa de situación de Beni Mestara

## Ubicación
La tribu Beni Mestara se sitúa en una región al este de la ciudad de Uezzán (وزان). Limita al norte con las tribus Agzawa (غزاوة) y Ahmed (بني أحمد), al sur con las tribus Sufyan (سفيان) y Beni Malik (بني مالك), al este con las tribus Beni Mzguelda (بني مزگلدة) y Beni Zerwal (بني زروال), y al oeste con la ciudad de Wazzan y las tribus de Rhouna (رهونة) y Mesmouda (مصمودة).

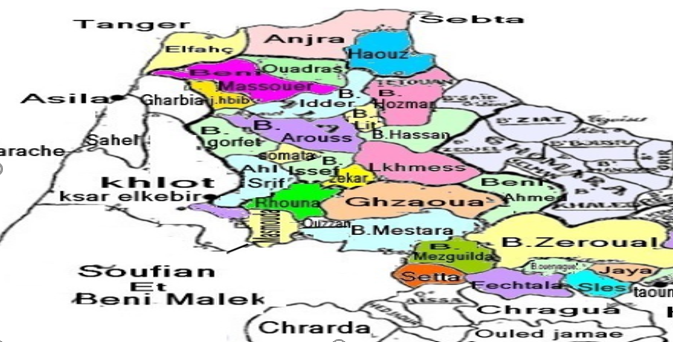
Situación de Beni Mestara

Durante el protectorado francés la tribu formaba la mima unidad y pertenencia a Chauen. Sin embargo, desde el punto de vista topográfico, se diferencian dos zonas según el terreno y la altitud del nivel del mar. El lado superior de la tribu es toda montañosa y accidentada, cubierta de bosques, olivos, higueras y ciruelos. En cuanto a la parte inferior constituye una extensión hacia el interior del país con una extensión más de colinas separadas por llanuras que permiten la actividad de una agricultura variadas. La tribu es atravesada por varios manantiales que corren a lo largo de todo el año entre los cuales, los más famosos son Ain al-Zawaqin, Ain Nafzi y Ain al-Hamriya.
La tribu está separada de la ciudad de Ksar Al-Kebir por las dos tribus de Rhouna y Ahl Serif. En Ksar Al-Kabir hay muchas familias que llevan el título de Al-Masari, Al-guenouni o Zouaki cuyos orígenes remontan a Beni Mesara.

## Música típica de la tribu
Fotos de Zouakine al ritmo de la Taktouka Jablia  صور من الزواقين بأنغام الطقطوقة الجبلية 
https://es-la.facebook.com/zouakine/videos/%D8%B5%D9%88%D8%B1-%D9%85%D9%86-%D8%A7%D9%84%D8%B2%D9%88%D8%A7%D9%82%D9%8A%D9%86-%D8%A8%D8%A3%D9%86%D8%BA%D8%A7%D9%85-%D8%A7%D9%84%D8%B7%D9%82%D8%B7%D9%88%D9%82%D8%A9-%D8%A7%D9%84%D8%AC%D8%A8%D9%84%D9%8A%D8%A9/296912687037509/
Aziz ouazzani jbala   عزيز الوزاني ـ كوالية صامتة
https://www.youtube.com/watch?v=U892WLZ69zQ
ouegrare(zewaki) ( زواقي )وكرار 
https://www.youtube.com/watch?v=3fagOSrEiBc

## Organización social y administrativa de la tribu
La organización social de la tribu se basa esencialmente en su unidad más pequeña, llamada Aduar o Dchar (دوار – د شر). Esta unidad toma el nombre dependiendo de cada región, Aduar en la zona interior del país, Dchar en el Rif, Agram (اغرم) en la región del Atlas y Alcázar(القصر) en el Sahara. El aduar es una agrupación o asentamiento poblacional donde reside un grupo de personas que suelen tener relaciones familiares, étnicas o geográficas.
163 aduares, que se reagrupan en 9 Firqa (فرقة) o fracciones, forman la tribu de Beni Mesara. Cada aduar tiene un responsable llamado ayudante de autoridad, conocido como muqadem (المقدم عون السلطة أو). En realidad, realiza varias funcione, tanto en el medio urbano como responsable del barrio o el medio rural y es donde esta variedad de funciones se hace patente como cartero, informador, mediador en los conflictos, hacer de intermediario entre la gendarmería y la población. Sin su firma es difícil de acceder a ciertas documentaciones como es el certificado de empadronamiento, certificado de vida, certificado de pobreza, etc… Suelo conocer a toda la población del barrio o del aduar en el caso de la tribu. Cobra de un fondo especial del ministerio de interior, aunque no cuenta como funcionario de esta propia institución. El Muqadem emite sus informes directamente a su rango superior que suele ser el sheij, otra figura institucional, que ejerce aparte de ser Muqadem de un aduar, de representante a los demás muqadimin bajo su autoridad en una mashiaja, esta última suele ser la agrupación o el conjunto de varios aduares, dependiendo de la situación pueden llegar de 8 hasta 13 o más.
El conjunto de las mashiajas forma la quiada (قيادة) que suele tener a la cabeza con mayor autoridad el Caíd(القائد) y su adjunto Jalifa (خليفة). Toda esta estructura depende del ministerio de interior, vela por el buen funcionamiento y la seguridad de la tribu y de los aduares.
En paralelo a esta estructura de poder militar, hay otra civil que emana de las elecciones. Varios partidos políticos se presentan para la representación de los diferentes aduares que suelen elegir su representante y el presidente de la municipalidad rural llamada la agrupación territorial (الجماعة الترابية).
Actualmente la tribu tiene dos agrupaciones territoriales:  La Agrupación territorial de Zoumi que corresponde a Beni Mesara alto y que agrupa a 6 fracciones de la zona con un total aproximadamente de 95 aduares y una población general de 39719, de los cuales 3830 pueblan el centro urbano Zoumi (según las estadísticas de 2004 que figuran en la página Wikipedia nada desarrollada de Zoumi https://ar.wikipedia.org/wiki/%D8%B2%D9%88%D9%85%D9%8A).
Sin embargo, la parte de Beni Mesara bajo, cuya administración local se sitúa en el pueblo de Sidi Redoune cuenta con 69 aduares reagrupados en 3 fracciones y con una población general de 19169 de los cuales 1540 residen entre el centro urbano y los aduares colindantes a esté. (según las estadísticas de 2004 que figuran en la entrada de Wikipedia de Sidi redouane: https://ar.wikipedia.org/wiki/%D9%85%D8%B1%D9%83%D8%B2_%D8%B3%D9%8A%D8%AF%D9%8A_%D8%B1%D8%B6%D9%88%D8%A7%D9%86_(%D8%AD%D8%AC%D8%A7%D8%B1_%D8%A8%D9%86%D9%8A_%D8%B9%D9%8A%D8%B4)) (enlace roto disponible en Internet Archive; véase el historial, la primera versión y la última).
En las listas de las lecciones de 1982, la tribu contaba con una población que rondaba los 60000 personas, Zoumi ascendía a 34706 y Sidi Redouane a 29192. (Bekkari,2007)

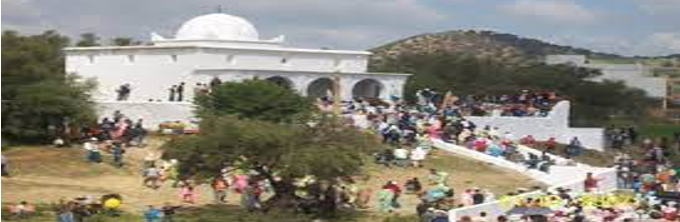
Mausoleo de Sidi Redouane

Al comparar los datos estadísticos de 1982 y 2004, se observa una disminución sustancial de la población de la tribu en general, sin embargo, si se fija en cada parte de la tribu, se ve que la zona que corresponden a Beni Mesara alta ha ganado población cerca de 5000 habitantes, mientras la población de la zona de Beni Mesara baja ha bajado en más de 10000 habitantes en dos décadas.
la zona llana de la tribu llamada louta (لوطة) corresponde a Beni Mesara baja, región que se dedicaba a la agricultura y el pastoreo, fueron años prósperos mientras se dedicaba a la plantación del tabaco. Sin embargo, con la sequía y el mal rendimiento del campo hizo que la mayoría de los jóvenes busquen la vida fuera de la región, muchos se alistaron en el ejército para tener un sueldo fijo del cual ayudar a la familia, aunque también hay quien inmigro a las ciudades de Uezzán, Rabat, Kenitra, Tatúan, Tánger, Casablanca, etc como maestro, profesores, comerciantes, costureros. En cualquier ciudad del país siempre hay un m´sari.

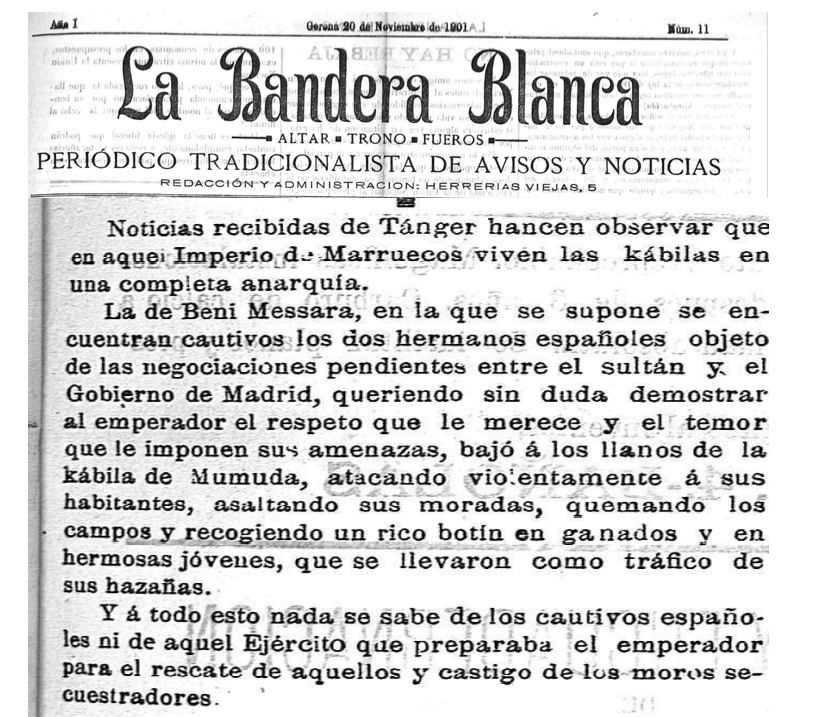
Beni Mestara en La época colonial

Los centros urbanos de Zoumi y Sidi Redouane, existían  antes, durante y después de la colonización francesa como simples zocos,  Ahora son grandes mercadillos semanales donde se encuentra de todo lo que se busca, mercado de ganado, alimentación seca y frutas, verduras, así como carnicerías, pescaderías y textil. Los sábados en Sidi Redouane y los lunes den Zoumi, las carreteras, caminos y senderos de toda la tribu conocen una actividad y movimientos que cambian totalmente la tranquilidad del resto de los días de la semana. El ruido y luces de los camiones y furgonetas desde las primeras horas de la madrugada da vida a las carreteras poco transitadas el resto de los días. La población de muchas partes de la tribu y ciudades de Marruecos acuden estos días sea para comprar o para vender sus productos. ( ver videos)
El aceite de Uezan, ciudad a la que pertenece esta tribu, junto con la crema de habas o guisantes es muy valorado en todo el país.
https://www.facebook.com/Byblos-Market-100710628514677/videos/%D8%B2%D9%8A%D8%AA-%D8%B2%D9%8A%D8%AA%D9%88%D9%86-%D8%A7%D9%84%D9%88%D8%B2%D8%A7%D9%86%D9%8A%D8%A9/837032533602973/
-Estructura organizacional y sociológica:
El Aduar es la unidad básica, seguida por la agrupación de los Aduares (- دواوير دوار) en Mashyaja (مشيخة) o firqa (فرقة), que a su vez entra a formar parte de la fracción (فرقة). Las diferentes fracciones forman una comunidad rural, que a su vez pertenece a una comunidad más grandes llamada la cabila (قبيلة) 

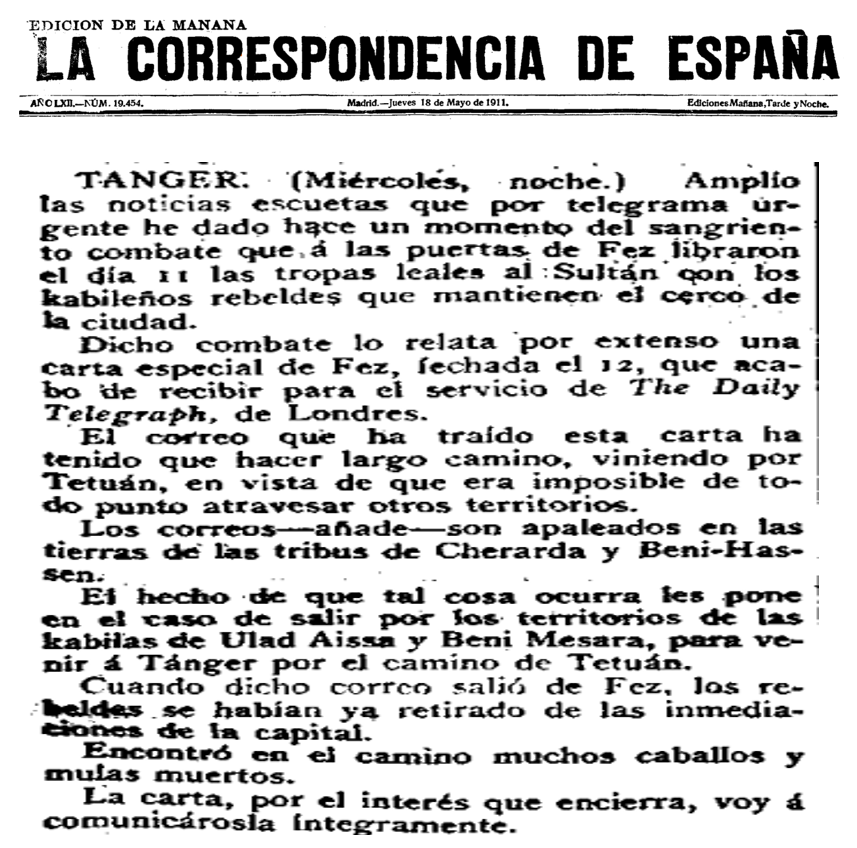
Beni Mestara en la época colonial

- Gobierno y administración tras la independencia.
La figura del Muqadem (مقدم), Sheij (شيخ), Jalifa (خليفة) y Caíd (  القائد ) en la administración Majzani se acompaña en paralelo por  el gobierno que se forma tras las elecciones comunales representado por el presidente de la comunidad rural o distrito rural  (رئيس الجماعة القروية)

Esquema de la estructura organizacional del medio rural: Depende del ministerio de interior.     
| Aduar        | Firqa     | Jilafa       | Quiada    |
| دوار         | فرقة      | خليفلة       | قيادة     |
| مقدم Moqadem | شيخ Sheij | خليفة Califa | قائد Caid |

Autoridad de menor a Mayor (Muqadem ==>   Sheij ==> Jalifa ==> Caíd ==>  super caíd)

## Datos históricos

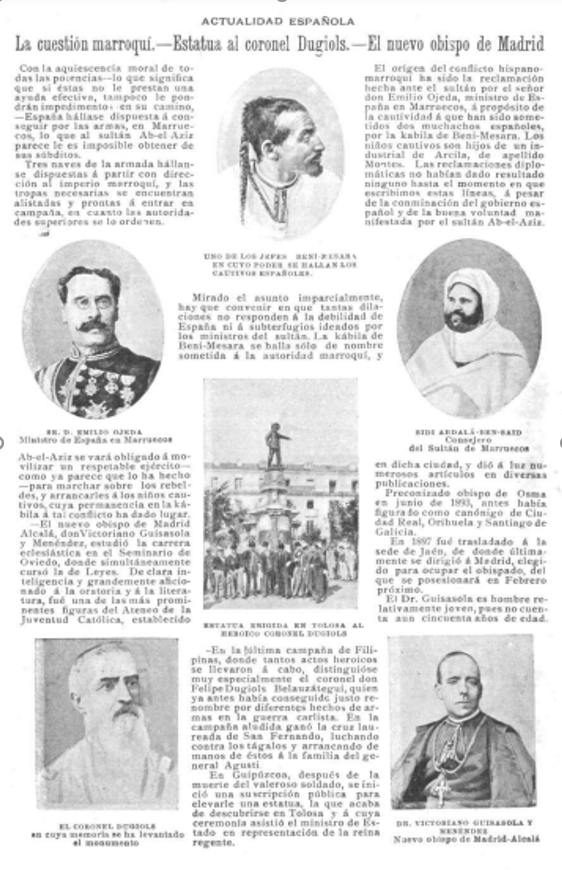
Beni Mestara en la época colonial

Beni Mesara pertenecía antes de la colonización a la provincia de Rabat y en 1968 paso a formar parte de la prefectura de Kenitra, sin embargo, en 1974 hubo una división administrativa que afecto a la unidad de la tribu, haciendo que Beni Mesara alto perteneciera a Chauen y Beni Mesara bajo siguiera perteneciendo a Kenitra.  
La tribu estaba bajo protectorado francés, sin embargo, después de la independencia, pasó a formar parte del territorio de Rabat. Y cuando se creó la provincia de Kenitra, A mediados de los años setenta, la tribu se dividió en dos partes: la parte superior cuya administración de la agrupación rural se encuentra en el pueblo de Zoumi (زومي) se afiliaron a la provincia de Uezzán (Chauen).
Según los criterios seguidos por los expertos tanto franceses como marroquíes, la reorganización territorial en los 70 afecto gravemente a la tribu de Beni Mesara, rompiendo así aquella continuidad histórica. Hay quien piensa que justamente era por razones puramente geográficas ya que la zona alta es montañosa y la zona baja es llanura. Otros piensan más bien en la estrategia para separar la zona donde se permite cultivar la marihuana y la zona donde correspondía cultivar el tabaco.
Aquella discontinuidad se notó a lo largo de los años en la pérdida del deje por parte de la zona baja que se fui asimilándose a la zona del Gharb y por ende hubo ciertos cambios en el tono del habla, a nivel de la música y de ciertas costumbres.

## Historia de la tribu de Beni Mesara en la lucha contra la colonización y en la guerra del Rif
Desde el punto de vista histórico, existen varios restos de construcción antiguas a lo largo y ancho de la geografía de la tribu, en la montaña de Hajar beni Aich en la parte baja de la tribu, la montaña Qarmim y los restos de la ciudad de Iqrar que remontan da la época romana, es un conjunto de casas geométricas con diferentes formas, baños y molinos que se parecen bastante a los restos de la antigua ciudad romana de Volibulis. (Bakari,2007:68)
En la historia moderna, la tribu se conoció por su valentía en la defensa de sus fronteras, no solo por la geografía montañosa que dificultaba la llegada del ejército francés, sino también, por la participación de sus habitantes para frenar e incluso echar al ejército de la zona. Hasta 1927, Francia no pudo someter a la tribu y a partir de dicha fecha el ejército francés estableció sus casernas en los altos de las montañas y en las llanuras para controlar a la población. En 1924 los muyahides de la tribu persiguieron al ejército francés hasta los límites de la ciudad de Fes.

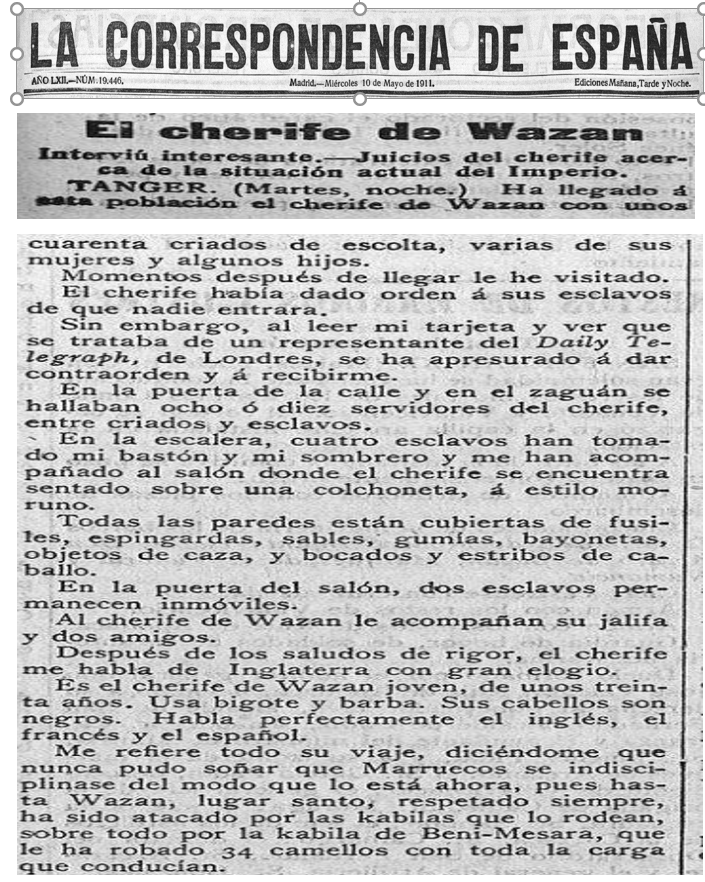
Beni Mestara en la época colonial

La tribu de Beni Mesara participó igualmente en la guerra de liberación del Rif de 1921 a 1927, el ejército rifeño se constituye en gran parte de los habitantes de Beni Mesara, y varios centuriones procedían de la misma tribu, tal como Larbi ben Ahmed Gouiti , Mohamed ben Abdelah, Ahmed Ben Hadj, Ahmed Murabit Kasem, Mohamed Ben M´alem Al Khissi y el Caid Sallam,. Cada uno de merecer ser considerado y reconocido por ofrecerse voluntariamente para defender y apoyar la causa justa contra la colonización. (Bakari, 2007: 102-103)
La tribu de Beni Mesara contribuyo para poner fin a la revolución de Jilali Zerhouni, conocida como “Bouhamara” (El de la burra) en 1909, una revolución que duró siete -años enteros (1902-1909), agotó al ejército marroquí e infligió grandes pérdidas financieras en la tesorería del estado. A pesar de este decisivo suceso militar, la tribu Beni Mesara no recibió ninguna atención necesaria por parte de historiadores e investigadores en general, por lo que no se hizo justicia y no anotaron los logros que realizó esta tribu y su papel en la resistencia a la colonización además como parte de Bled Siba o rebeldía. También el papel que jugó la tribu en enfrentarse al rebelde Bouhamra poniendo fin a su revolución, las nuevas generaciones de la región de Y´bala en general deben saber los sacrificios de sus abuelos en la historia de Marruecos y el pasado heroico de sus antepasados en defensa y la estabilidad del país.
El agente consular de Alcázar p reviene que el rumor de que las cabilas de Beni Mesara, Guezzagua y Helcherif trataban de asaltar la ciudad, apoderándose del depósito de armas, causó gran alarma, principalmente entre los hebreos, habiendo las autoridades enviado varios correos a Raisuli, montado guardia exterior, colocado cañones en los lugares estratégicos, dado armas a los habitantes y p revenido al caíd Ben Dahan, jefede la pequeña mehalla que acampa en las cercanías de la ciudad.
https://www.forgottenbooks.com/en/readbook/EspanayMarruecos_11208029#0 página 158 1 3 de mayo

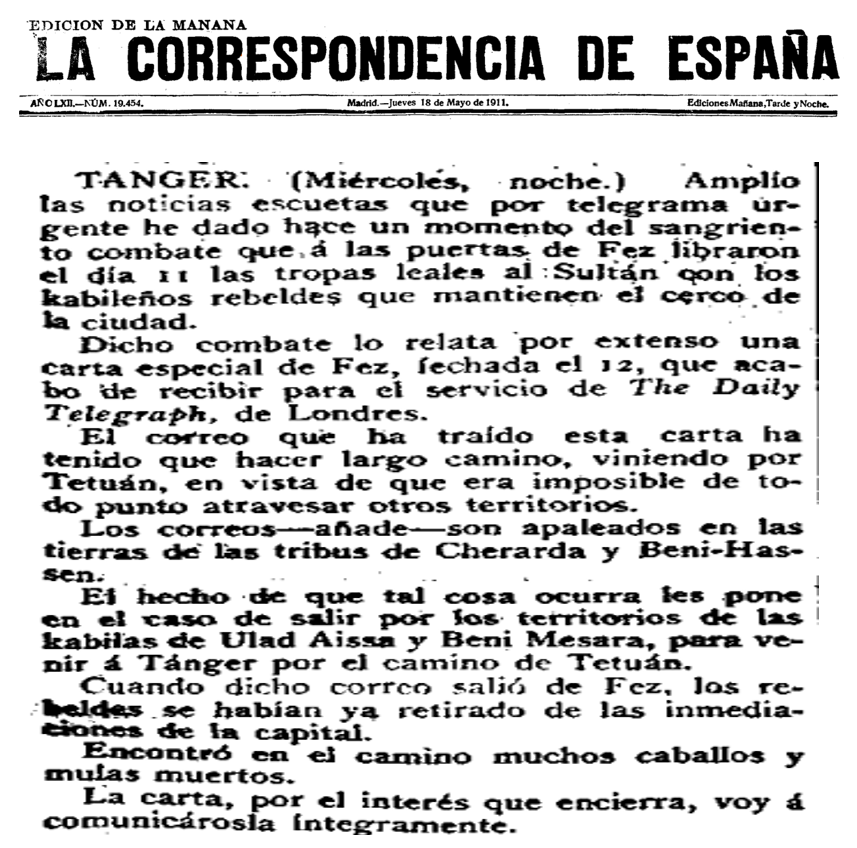
Beni Mesara 18 de mayo de 1911

## Recortes de la prensa española de la época colonial en Marruecos
En la prensa española de la época de la época colonial en Marruecos, desde 1901, aparecen menciones a la tribu de Beni Mesara. Esta tribu al igual que muchas tribus de la zona de Yabala en el norte del país, a veces solas y otras juntas se enfrentaban a los poderes del sultán. Es lo que se llama Bled Esiba, tribus rebeldes o insumisas. La insumisión principalmente era negarse a pagar los impuestos, sin embargo, hay momentos que los habitantes de la tribu controlaban el paso y el tránsito por la geografía de la región. No obligaban a los atrevidos a cruzar su tribu a pagar impuestos, sino, directamente se le requisaban las mercancías.
La tribu o mejor sus habitantes se vieron involucrados en el secuestro de los españoles. Cabe mencionar que esta tribu no estaba bajo dominio español, sin embargo, era clave para el movimiento entre la zona norte y centro de Marruecos. La carretera que une la ciudad de Alcazar el Kebir a la ciudad de Fez, pasa por Uezzán y por la tribu de Beni Mestara. Los jefes de la tribu controlaban la zona e impedían el tránsito hacia Fez.(Bakari, 2007: 102-103)

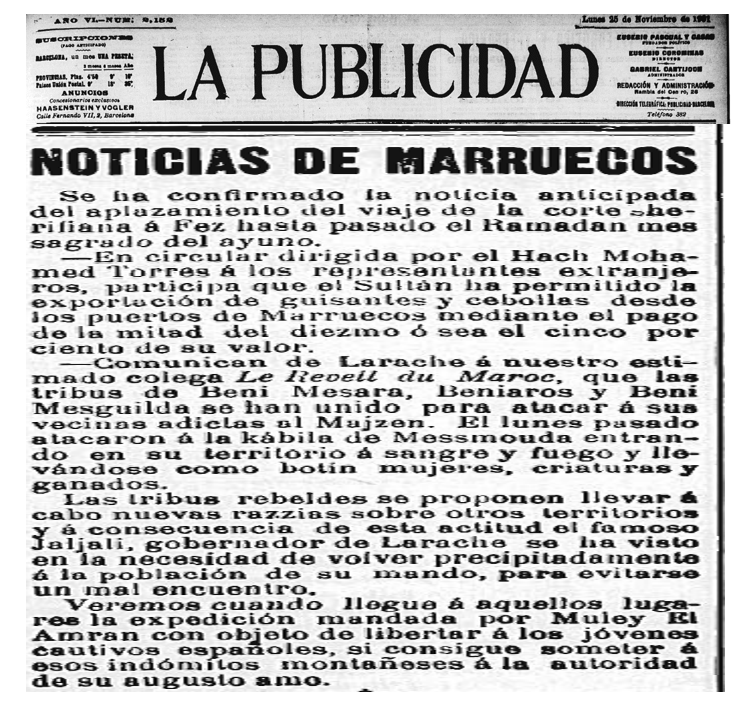
Beni Mestara en la época colonial

La tribu era muy dinámica, y los habitantes de esta región se conocían por su valentía, sea para desobedecer los representantes del poder local el Majzen declarándose en total de rebeldía, sea para enfrentarse al intruso extranjero.
Su situación es estratégica gracias a las montaña, aunque son de pocas alturas, sin embargo, no eran de fácil acceso, y eso favoreció a los combatientes en su resistencia. Asimismo, de cierta forma hacía de zona tampón entre el norte bajo dominio español y el centro bajo dominio francés.
Siete años de resistencia, que no hizo que atrasar la penetración de los franceses en la región, lo que le lleva más tarde a ser duros con la población.
Las diferentes fotos de prensa ilustran esta época amarga en la historia de la tribu, es un testimonio más que se suma para situar esta región en su contexto colonial.